# Torre Franca
La Torre Franca (en griego: Φραγκικός Πύργος) era una torre medieval construida en la Acrópolis de Atenas por los francos como parte del palacio de los Duques de Atenas. Fue demolido por las autoridades de Grecia en 1874.

## Historia
La construcción de la torre se suele atribuir a la familia Acciaioli, que gobernó el ducado de Atenas entre 1388 a la caída al Imperio Otomano en 1458, ya que fueron ellos los que convirtieron el complejo Propileos en un palacio. Sin embargo, según el medievalista Peter Lock, la torre "podría igualmente ser atribuida" a la primera dinastía de los duques de los francos de Atenas, la del siglo XIII de la Roche, que también tenía una residencia en el sitio, de los cuales no se conocen detalles. 
La torre fue desmantelada en 1874, como parte de un amplio saneamiento de la Acrópolis desde edificios post-clásicos, un proyecto iniciado y financiado por Heinrich Schliemann. La demolición de una "parte integral del horizonte de Atenas (Théophile Gautier) atrajo muchas críticas en su momento, mientras que el eminente historiador de francos de Grecia William Miller más tarde lo llamó un "acto de vandalismo indigno de cualquier pueblo imbuidos de un sentido de la continuidad de la historia".